# Jesús Rivas
Jesús Andrés Rivas Gutiérrez (Città del Messico, 29 ottobre 2002) è un calciatore messicano, difensore del Puebla.

## Caratteristiche tecniche
È un terzino destro.

## Carriera

### Club
È cresciuto nel settore giovanile del Pumas UNAM ed ha debuttato in prima squadra il 13 ottobre 2019 nell'incontro di Copa MX pareggiato 0-0 contro il Potros UAEM. Il 12 gennaio seguente ha esordito anche in Liga MX contro il Pachuca, diventando il più giovane calciatore cresciuto nelle giovanili del club a debuttare nella massima divisione messicana.
Negli anni successivi è stato utilizzato in poche occasioni, fatta eccezione per la stagione 2023-2024 in cui è sceso in campo in 19 partite. Il 2 gennaio 2025 è stato ceduto in prestito al Puebla.

### Nazionale
Ha giocato nella nazionale messicana Under-21.

## Statistiche

### Presenze e reti nei club
Statistiche aggiornate al 15 marzo 2025.
| Stagione          | Squadra           | Campionato        | Campionato | Campionato | Coppe nazionali | Coppe nazionali | Coppe nazionali | Coppe continentali | Coppe continentali | Coppe continentali | Altre coppe | Altre coppe | Altre coppe | Totale | Totale | Totale |
| Stagione          | Squadra           | Comp              | Pres       | Reti       | Comp            | Pres            | Reti            | Comp               | Pres               | Reti               | Comp        | Pres        | Reti        | Pres   | Reti   |        |
| ----------------- | ----------------- | ----------------- | ---------- | ---------- | --------------- | --------------- | --------------- | ------------------ | ------------------ | ------------------ | ----------- | ----------- | ----------- | ------ | ------ | ------ |
| 2020-2021         | Pumas Tabasco     | EMX               | 3          | 0          | -               | -               | -               | -                  | -                  | -                  | -           | -           | -           | 3      | 0      |        |
| 2019-2020         | Pumas UNAM        | LMX               | 2          | 0          | CM              | 3               | 0               | -                  | -                  | -                  | -           | -           | -           | 5      | 0      |        |
| 2020-2021         | Pumas UNAM        | LMX               | 9          | 0          | -               | -               | -               | -                  | -                  | -                  | -           | -           | -           | 9      | 0      |        |
| 2021-2022         | Pumas UNAM        | LMX               | 1          | 0          | -               | -               | -               | CCL                | 1                  | 0                  | -           | -           | -           | 2      | 0      |        |
| 2022-2023         | Pumas UNAM        | LMX               | 1          | 0          | -               | -               | -               | -                  | -                  | -                  | -           | -           | -           | 1      | 0      |        |
| 2023-2024         | Pumas UNAM        | LMX               | 19         | 0          | -               | -               | -               | -                  | -                  | -                  | LC          | 0           | 0           | 19     | 0      |        |
| 2024-gen. 2025    | Pumas UNAM        | LMX               | 3          | 0          | -               | -               | -               | -                  | -                  | -                  | LC          | 1           | 0           | 4      | 0      |        |
| Totale Pumas UNAM | Totale Pumas UNAM | Totale Pumas UNAM | 35         | 0          |                 | 3               | 0               |                    | 1                  | 0                  |             | 1           | 0           | 40     | 0      |        |
| gen.-giu. 2025    | Puebla            | LMX               | 11         | 0          | -               | -               | -               | -                  | -                  | -                  | LC          | 0           | 0           | 11     | 0      |        |
| Totale carriera   | Totale carriera   | Totale carriera   | 49         | 0          |                 | 3               | 0               |                    | 1                  | 0                  |             | 1           | 0           | 54     | 0      |        |